# Клинок & Бастард
«Клинок & Бастард» (яп. ブレイド＆バスタード, Bureido & Basutādo) — японське ранобе, написане Кумо Каґ’ю та проілюстроване so-bin. Воно засноване на серії рольових відеоігор Wizardry. Видавництво Drecom Media випустило п’ять томів починаючи з грудня 2022 року під брендом DRE Novels. Манґа-адаптація з ілюстраціями Макото Фуґецу публікується онлайн на сайті DRE Comics з червня 2023 року і станом на сьогодні зібрана в шість томів. Було анонсовано аніме-адаптацію.

## Сюжет
У глибинах незвіданих надр підземелля було виявлено труп — такий, що не мав би існувати. Після воскресіння Іарумас втрачає всі спогади про своє попереднє життя. Відтоді він проводить дні, досліджуючи підземелля та витягуючи тіла загиблих шукачів пригод. Їх також можна воскресити, або ж Бог перетворить їх на купу попелу на вівтарі. У будь-якому випадку Іарумас отримує винагороду за свої знахідки. Його навички викликають стриману повагу, водночас він зазнає осуду за холодну, утилітарну поведінку. Живі уникають його — Іарумас здебільшого має справу з мертвими. Усе змінюється, коли він зустрічає Ґарбедж, дику молоду мечницю, єдину людину, яка вижила після знищення свого загону. Разом з нею Іарумас вирушає ще глибше в підземелля, намагаючись віднайти сліди свого минулого, уникаючи монстрів, пасток і неминучої остаточної загибелі в полум’ї.

## Медіа

### Ранобе
Написаний Кумо Каґ’ю та проілюстрована so-bin, «Клинок & Бастард» почав публікацію під егідою видавництва DRE Novels видавництва Drecom Media 9 грудня 2022 року. Станом на червень 2025 року вийшло п'ять томів.

### Манґа
7 червня 2023 року на вебсайті DRE Comics від Drecom Media було опубліковано «0-й» розділ манґи на основі ранобе, ілюстрованої Макото Фуґецу. Пізніше, 23 червня 2023 року, розпочалася повноцінна серіалізація. Станом на червень 2025 року розділи манґи були зібрані в шість танкобонів. В Україні випускається видавництвом Manga Media.

### Аніме
Аніме-адаптацію було оголошено 20 жовтня 2024 року.